# Непоседа (роман)
«Непосе́да» — роман писателя-фантаста Сергея Лукьяненко для детей и юношества, продолжение романа «Недотёпа», вышедший в печать в декабре 2010 в издательстве АСТ. В книге рассказывается о дальнейших приключениях юноши Трикса Солье, наследного согерцога в мире, похожем на европейское Средневековье и Азию сборного образца (понемногу от Казахстана, Узбекистана и Китая), однако с действующей в нём магией и потусторонними силами (минотавры, некроманты, зомби, джинны, драконы и т. д.).
Судя по некоторым намёкам в тексте, автором предполагалось и третье произведение цикла «Трикс» под вероятным названием «Недоучка» (главный герой однажды даже прямо говорит о себе: «Я недотёпа, непоседа, недоучка…»), однако до настоящего времени такого романа не появилось.

## Общие сведения
По задумке писателя произведение позиционируется как книга для детей и юношества. Однако, вследствие огромного количества внутренних отсылок, как к истории Средневековья, так и к современным культурным, политическим и социологическим явлениям, явных и скрытых цитат, аллюзий и аллегорий, роман являет собой по сути «многослойное» литературное произведение, которое может быть интересно читателям всех возрастов.

Трикс Солье отправляется в султанат Самаршан (вымышленная страна, аналог среднеазиатских и ближневосточных государств), навстречу новым приключениям, борьбе с врагами и помощи друзьям и друзей. Ему предстоит полетать на драконах и даже подружиться с ними, вступить в дискуссию с коварным джинном, ограниченным моральными принципами, и ещё более коварным Сфинксом, никакими принципами не ограниченным, выучиться на наёмного убийцу, спуститься в таинственное царство подземных гномов, сделать первый шаг к примирению с другом детства — сыном предателя, свергнувшего и пытавшегося убить родителей Трикса, заключить временный союз с ещё одним смертельным врагом-витамантом, живым мертвецом, рыцарем-магом Гаваром, и в магической разборке одолеть Прозрачного Бога, вождя огромной армии степных кочевников и самого могущественного волшебника на целой Земле.

## Создание и издание
27 сентября 2009 года Лукьяненко анонсировал в своём ЖЖ роман «Непоседа».
В процессе написания роман публиковался в отрывках в ЖЖ автора. Всего было опубликовано 30 фрагментов. Роман «Непоседа» вышел из печати в декабре 2010 года в издательстве АСТ.
| Год  | Издательство            | Место издания   | Серия                                  | Тираж  | Примечание                                                            | Источник |
| ---- | ----------------------- | --------------- | -------------------------------------- | ------ | --------------------------------------------------------------------- | -------- |
| 2011 | АСТ, Астрель            | Москва          | Звездный лабиринт 3, Звездный лабиринт | 40000  | Окончание дилогии о Триксе Солье. Оформление художника В. Бондаря.    | [ 3 ]    |
| 2011 | АСТ, Астрель // Харвест | Москва // Минск | Чёрная серия (танковая щель)           | 120000 | Второй роман цикла о Триксе Солье. Иллюстрация на обложке В. Бондаря. | [ 4 ]    |
| 2015 | АСТ                     | Москва          | Весь Сергей Лукьяненко                 | 5000   | Дилогия «Трикс» в одном томе. Иллюстрация на обложке В. Бондаря.      | [ 5 ]    |